# 최윤정 (수영 선수)
최윤정(한국 한자: 崔允庭, 1965년 ~ )은 대한민국의 수영 선수였다. 1982년 뉴델리 아시안 게임 수영 여자 배영 200m에서 동생 윤희에 이어 은메달을 차지하는 등 총 세 개의 은메달을 목에 걸었다. 1986년 서울 아시안 게임에 대표 선수로 참가했다.
최윤정은 은석국민학교 재학 중 만 열두 살 때인 1976년 7월 배영 200m에서 종전 기록을 2초 73이나 단축한 2분 41초 77의 대한민국 최고 기록을 세워 수영계의 기대를 한몸에 받았다.,

## 성적
- 날짜는 모두 현지 시간이다.

### 주요 대회 성적
| 날짜             | 종목          | 대회                                               | 장소        | 순위 | 기록         | 기타    |
| ---------------- | ------------- | -------------------------------------------------- | ----------- | ---- | ------------ | ------- |
| 1976년 7월 18일  | 배영 200m     | 제31회 전국남녀초중고대학대항수영대회 (국민학교부) | 서울        | 1위  | 2분 41초 77  | 개인 첫 |
| 1978년 12월 13일 | 배영 200m     | 1978년 아시안 게임                                 | 방콕        | 3위  | 2분 26초 91  |         |
| 1982년 11월 23일 | 배영 200m     | 1982년 아시안 게임                                 | 인도 뉴델리 | 2위  | 2분 22초 85  |         |
| 1982년 11월 27일 | 배영 100m     | 1982년 아시안 게임                                 | 인도 뉴델리 | 2위  | 1분 09초 98] |         |
| 1982년 11월 27일 | 개인혼영 200m | 1982년 아시안 게임                                 | 인도 뉴델리 | 2위  | 2분 25초 45] |         |

### 개인 최고 기록
| 종목        | 기록        | 날짜             | 대회                                   | 장소            | 기타         |
| 배영 100m   | 1분 06초 30 | 1982년 7월 4일   |                                        | 서울            | 당시         |
| 배영 200m   | 2분 22초 85 | 1982년 11월 23일 | 1982년 아시안 게임                     | 인도 뉴델리     | 은메달, 당시 |
| 자유형 100m | 1분 01초 92 | 1982년 9월 17일  | 제1회 대통령기쟁탈전국수영대회(여중부) | 서울 잠실수영장 | 당시         |
| 자유형 200m | 2분 12초 72 | 1982년 7월 4일   | 제37회 초중고대및일반대항전국수영대회  | 서울            | 당시         |